# Воля (Верхнехавский район)
Во́ля — посёлок в Верхнехавском районе Воронежской области.
Входит в состав Шукавского сельского поселения.

## Население
| 2000 | 2005 | 2010 |
| ---- | ---- | ---- |
| 21   | ↘13  | ↗58  |

## Улицы
В посёлке имеется одна улица: Садовая.